# Claudia Pechstein
Claudia Pechstein  (n. 22 februarie 1972, Berlinul de Est, RDG) este o patinatoare și polițistă germană.
A câștigat de cinci ori medalia de aur la Jocurile Olimpice din anii 1994, 1998, 2002 și 2006 ca și alte patru medali olimpice. Pechstein este una dintre sportivele germane care au avut rezultate deosebite la olimpiadele de iarnă.
Este căsătorită cu Marcus Bucklitsch. 

## Palmares
| MEDALII - Bronz -1992 Albertville 5000 m - Argint -1994 Lillehammer 5000 m - Bronz -1994 Lillehammer 3000 m - Aur -1998 Nagano 5000 m - Argint -1998 Nagano 3000 m - Aur -2002 Salt Lake City 5000 m - Aur -2002 Salt Lake City 3000 m - Aur -2006 Torino cu echipa - Aur -2006 Torino 5000 m |

| MEDALII - Argint -1996 Inzell probe compuse - Argint -1997 Nagano probe compuse - Argint -1998 Heerenveen probe compuse - Argint -1999 Hamar probe compuse - Aur -2000 Milwaukee probe compuse - Argint -2001 Budapesta probe compuse - Bronz -2002 Heerenveen probe compuse - Argint -2003 Göteborg probe compuse - Argint -2004 Hamar probe compuse |

| MEDALII - Aur -1996 Hamar 5000 m - Argint -1996 Hamar 3000 m - Argint -1996 Hamar 1500 m - Argint -1998 Calgary 5000 m - Argint -1998 Calgary 3000 m - Bronz -1998 Calgary 1500 m - Argint -2000 Nagano 5000 m - Aur -2000 Nagano 3000 m - Aur -2000 Nagano 1500 m - Aur -2003 Berlin 3000 m - Aur -2004 Seoul 3000 m |